# 影を慕いて (森進一のアルバム)
『影を慕いて』（かげをしたいて）は、1968年5月25日に日本ビクターから発売された森進一の2枚目のアルバム。全曲が古賀政男の作曲作品のカバーで構成されている。

## 概要
このアルバムは、古賀政男の弟子であり、当時の森の楽曲を作曲していた猪俣公章が、企画を主導して制作された。古賀政男はレコーディングに立ち会い、森に助言をすることもあったという。
発売から程なくして、このアルバムは60万枚の売り上げに達したとされ、1968年の第10回日本レコード大賞において企画賞を受賞した。
森は、古賀への尊敬の念を公にし、後にも、同じく古賀作品を集めたアルバムを制作しており、1989年には『古賀メロディー・ベスト10選』が出ている。さらに、歌手生活30周年となった1995年にも『古賀メロディーを唄う』をリリースしている。

## 収録曲

### LP盤
Side A
1. 影を慕いて
  - 作詞・作曲：古賀政男
2. 緑の地平線
  - 作詞：佐藤惣之助、作曲：古賀政男
3. 青春日記
  - 作詞：佐藤惣之助、作曲：古賀政男
4. 東京娘
  - 作詞：佐藤惣之助、作曲：古賀政男
5. 男の純情
  - 作詞：佐藤惣之助、作曲：古賀政男
6. 酒は涙か溜息か
  - 作詞：高橋掬太郎、作曲：古賀政男

Side B
1. 人生の並木路
  - 作詞：佐藤惣之助、作曲：古賀政男
2. 新妻鏡
  - 作詞：佐藤惣之助、作曲：古賀政男
3. 目ン無い千鳥
  - 作詞：サトウハチロー、作曲：古賀政男
4. 女の階級
  - 作詞：村瀬まゆみ（島田磬也）、作曲：古賀政男
5. 青い背広で
  - 作詞：佐藤惣之助、作曲：古賀政男
6. 人生劇場
  - 作詞：佐藤惣之助、作曲：古賀政男

## 発売履歴
- 1968年5月25日 - LP（日本ビクター）
- 1985年11月21日 - CD（ビクター音楽産業）
- 2003年12月17日 - CD - 古賀政男生誕100周年を記念したリマスター、オリジナルジャケットによるCD[5]（ビクターエンタテインメント）